# Martina Klärle

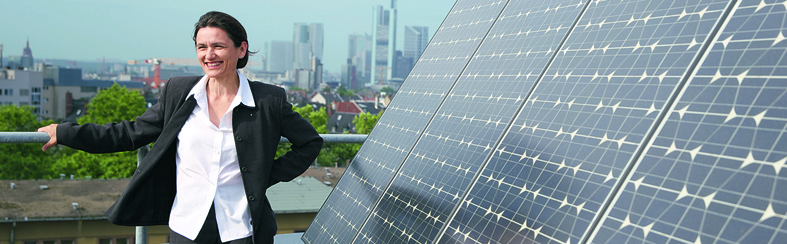
Martina Klärle

Martina Klärle (* 1967 in Creglingen) ist eine deutsche Ingenieurin für Umweltwissenschaften, Geodäsie und Landmanagement. Sie ist Professorin für Landmanagement an der Frankfurt University of Applied Sciences und war bis März 2019 Geschäftsführerin der Hessischen Landgesellschaft mbH (HLG). Seit 1. Februar 2022 ist sie Präsidentin der Dualen Hochschule Baden-Württemberg (DHBW). Klärle arbeitet auf dem Gebiet von Standortfragen im Bereich der erneuerbaren Energien. Sie ist Gesellschafterin des Unternehmens Gesellschaft für Landmanagement und Umwelt mbH.

## Leben
Martina Klärle wurde 1983 bis 1986 zur staatlich geprüften Vermessungstechnikerin ausgebildet und studierte von 1989 bis 1993 Vermessungswesen an der Fachhochschule Würzburg. 1995 bis 1997 absolvierte sie ein Masterstudium Umweltmonitoring an der Universität Osnabrück am Institut für Planung und Umweltwissenschaften. Sie wurde 2000 an der Universität Vechta über das Thema Prozessorientierung der kommunalen Flächennutzungsplanung mittels GIS-gestütztem Informationsmanagement promoviert. Von 1997 bis 2004 hatte Klärle Lehraufträge an der Fachhochschule Würzburg für die Studienfächer Bauleitplanung, Städtebauliche Planung, Bodenordnung, Grundstückswertermittlung. 2004 erhielt sie eine Berufung als Professor für Geoinformation an der Fachhochschule Osnabrück und lehrte die Studiengänge Landschaftsentwicklung, Bodenwissenschaften, Landschaftsbau und International Facility Management. Im Studiengang International Facility Management baute sie in einem Hochschulverbund (Osnabrück, Münster, Enschede) das Fach Computer-Aided Facility Management (CAFM) neu auf.
2010 wurde sie auf die Professur für Landmanagement an der Frankfurt University of Applied Sciences, im Fachbereich Architektur-Bauingenieurwesen-Geomatik berufen und lehrte dort in den Studiengängen Geoinformation und Kommunaltechnik sowie Urban Agglomerations. Von 2011 bis 2013 war sie Studiengangsleiterin des Bachelor Studiengangs und von 2014 bis 2015 Studiengangsleiterin des Masterstudiengangs  Geoinformation und Kommunaltechnik. Von 2010 bis 2013 war Klärle Prodekanin und von 2013 bis 2016 Dekanin im Fachbereich 1 (Architektur – Bauingenieurwesen – Geomatik) der Frankfurt University of Applied Sciences. Sie ist Leiterin des Forschungsschwerpunkts Erneuerbare Energien im Landmanagement.
Klärle ist stellvertretende geschäftsführende Direktorin des Frankfurter Forschungsinstituts für Architektur Bauingenieurwesen Geomatik (FFin). 2016 wurde sie in das Direktorium des Center for Applied European Studies in Frankfurt gewählt, und seit 2016 ist sie Geschäftsführerin der Hessischen Landgesellschaft mbH (HLG). Klärle ist ferner Mitglied der Landessynode der Evangelischen Landeskirche in Württemberg.
Im Oktober 2021 wurde sie als Nachfolgerin von Arnold van Zyl zur Präsidentin der Dualen Hochschule Baden-Württemberg gewählt. Sie trat das Amt zum 1. Februar 2022 an.

## Forschungsgebiete

### Forschungsfeld Erneuerbare Energien im Landmanagement

#### ErneuerbarKomm!
ErneuerbarKomm! ist ein durch geographische Informationssysteme (GIS) gestütztes Werkzeug, um das Potenzial für Wind- und Solarenergie, Biomasse und Wasserkraft auf Gemeindeebene zu ermitteln. Durch die Auswertung und Ergänzung von amtlichen Geobasisdaten und anderen flächenbezogenen Informationen, z. B. zur Windgeschwindigkeit, wird berechnet, wie viel Strom auf der Fläche einer Gemeinde erzeugt werden kann. Die Ergebnisse von ErneuerbarKomm! dienen Gemeinden, Landkreisen und Regionen als Diskussions- und Entscheidungshilfe und unterstützen das Auffinden möglicher Standorte.

#### SUN-AREA
Von ihrem Unternehmen SUN-AREA wird das solare Energiepotenzial für die Stromerzeugung aus Photovoltaik ermittelt und daraus ein Solar-Kataster für alle Dächer und Freiflächen, zum Beispiel eines Landkreises, erstellt. 2017 existierten Solar-Kataster für mehr als 1000 Kommunen in Deutschland und weiteren Regionen im Ausland.

#### GREEN-AREA
Ihr Unternehmen SUN-AREA erstellt ebenfalls Gründach-Kataster (GREEN-AREA), die die Eignung für Gründächer zeigen und Empfehlungen liefern für individuelle Bepflanzung. Über flächendeckend vorhandene, hochauflösende Geobasisdaten (z. B. Laserscannerdaten, Katasterdaten, Luftbilder) werden die individuellen Standortfaktoren aller Gebäude (z. B. Dachneigung, Ausrichtung, Besonnung) im Projektgebiet ermittelt und die Eignung für eine Dachbegrünung berechnet.

#### WIND-AREA
Ihr Unternehmen Gesellschaft für Landmanagement und Umwelt mbH bietet die Dienstleistung WIND-AREA an, die dazu dient, wirtschaftliche Standorte für Kleinwindkraftanlagen zu finden. Durch die Kombination hochauflösender Laserscanner-Daten mit lokalen Windmessungen wird die Windgeschwindigkeit in Bodennähe durch GIS- gestützte Methoden simuliert. Als Ergebnis von WIND-AREA werden detaillierte Karten der durchschnittlichen Windgeschwindigkeit in ein bis zehn Metern Höhe für ganze Städte und Regionen geliefert. Die Auflösung der Karten ist dabei unter einem Meter. Das unterstützt mögliche Standortbestimmungen für die Aufstellung von wirtschaftlich betriebenen Kleinwindkraftanlagen. Bis 2017 wurden solche Karten für Projektgebiete in der Stadt Frankfurt am Main und zwei ländliche Regionen berechnet.

### Forschungsfeld Nachhaltiges Landmanagement

#### Eindämmung des Landschaftsverbrauchs – Innerörtliche Potentiale
Die zukunftsfähige Entwicklung des ländlichen Raumes ist eines der Kernbereiche ihres Unternehmens Gesellschaft für Landmanagement und Umwelt mbH. So entstand ein Leitfaden zur nachhaltigen Ortsentwicklungsplanung, unterstützt durch die EU-Gemeinschaftsinitiative LEADER. Im Rahmen von MELAP, einem Förderprogramm des Ministeriums für Ländlichen Raum und Verbraucherschutz Baden-Württemberg (MLR) wurde aufgezeigt, dass Dörfer dem demografischen Wandel durch den Erhalt und die Sanierung von Gebäuden und die Belegung mit vielfältigen Nutzungen entsprechen können.

#### HOF8
Mit dem Hof8 ist Klärle der Beweis gelungen, dass auch ein historischer Bauernhof zu einem modernen, mehrfunktionalen Plus-Energie-Gebäudekomplex weiterentwickelt werden kann. Klärle wurde für den Hof8 unter anderem mit dem deutschen Nachhaltigkeitspreis, dem Europäischen Solarpreis und für das Nutzungskonzept mit dem Demographie Excellenz Award ausgezeichnet. Das Stallgebäude wurde in ein Dienstleistungszentrum im Gesundheitswesen umfunktioniert. Im Nebengebäude entstanden zwei seniorengerechte Wohnungen. Das Motto des Projekts heißt „Geboren werden - arbeiten - alt werden“. Der Gebäudekomplex produziert durch eine Photovoltaikanlage, Kleinwindkraftanlagen und Wärmepumpen mehr Energie als verbraucht wird. Die Solar- und Windkraftanlagen liefern auch den Strom für eine Elektrotankstelle. Dem reaktivierten Brunnen des Hofs wird auf Grundwasserniveau mit einer Wärmepumpe Wärme entzogen und über Wärmeleitungen dem zentralen Heizsystem zugeführt. Von dort werden alle Gebäudeteile über ein Nahwärmenetz beheizt. Die Umbauten der alten Gebäude erfolgten auf Grundlage der Passivbauweise. Nachhaltiges Bauen konnte durch Wiederverwendung alter Baumaterialien realisiert werden. HOF8 stellt eine ökologische und energetische Gesamtsanierung eines historischen Gebäudes dar.

## Veröffentlichungen
Bücher
- Martina Klärle (Hrsg.): Erneuerbare Energien unterstützt durch GIS und Landmanagement. Wichmann, 2012, ISBN 978-3-87907-518-8.
- M. Klärle: DORF KOMM!+ Leitfaden für Kommunen. Dörfer beleben, Flächen sparen, Leitfaden für Kommunen und Landkreise. Steinbeis-Edition, 2006, ISBN 3-938062-53-3.

Fachartikel
Auswahl:
- M. Klärle: Plusenergie-Hof8. In: EnEV Baupraxis. 07/08.2017, S. 14–22.
- M. Klärle, U. Langendörfer, S. Lanig, F. Popp: GREEN-AREA – Intelligentes Gründachkataster auf der Basis von GIS-Daten. In: zfv. 03/2017 (online)
- M. Klärle, D. Hennecke: GIS-basierte Solarpotenzialanalyse von städtischen Fassaden im Tagesverlauf. In: gis.Science. 4/2016, Wichmann-Verlag, S. 119–125.
- M. Klärle: Dörfer beleben. Flächen sparen. So können Dörfer dem demographischen Wandel Paroli bieten. In: Kirche im Ländlichen Raum. 2014, S. 10–17. (online)
- M. Klärle, U. Langendörfer: WIND-AREA – Automatisierte Standortanalyse für Kleinwindkraftanlagen auf der Basis von 3D-Geodaten. In: gis.SCIENCE. 02/2014, S. 73–76.
- M. Klärle, U. Langendörfer: Bebauungsplanung für Windkraftanlagen. DVW-Merkblatt 6–2014 (online)
- M. Klärle: Ausweisung von Windparks: Chancen und Grenzen der Kommunalplanung. In: Forum – Zeitschrift des Bundes der Öffentlich bestellten Vermessungsingenieure e. V. 2/2013, S. 20–27.
- M. Klärle: ERNEUERBAR KOMM! – Ganzheitliche Potenzialanalyse für erneuerbare Energien. In: Peter Fischer-Stabel (Hrsg.): Umweltinformationssysteme. Wichmann-Verlag, 2013, ISBN 978-3-87907-517-1, S. 318–326.
- M. Klärle, U. Langendörfer, S. Lanig: Beiträge des Landmanagements zum Klimaschutz am Beispiel von Teilflächennutzungsplänen für Windkraft. In: ZfV. 04/2012, S. 210–216.

## Mitgliedschaften
- DVW e.V. Gesellschaft für Geodäsie, Geoinformation und Landmanagement. Arbeitskreis 5: Landmanagement[17]
- Verband Deutscher Vermessungsingenieure e.V. (VDV)
- Kompetenznetzwerk „SoCo“ (Solar Competence) an der Frankfurt University of Applied Sciences
- EUROSOLAR e. V. (Europäische Vereinigung für Erneuerbare Energien)
- Bund für Umwelt und Naturschutz Deutschland e. V.
- Landessynode der Evangelischen Landeskirche Württemberg